# Hilaire Muñoz
Hilaire Muñoz (Perpignan, 21 de abril de 1983) é um futebolista francês que atua como goleiro. Atualmente, defende o Olympique de Marseille.

## Fonte
- Hilaire Muñoz no footballdatabase.eu